# Steve Maharey

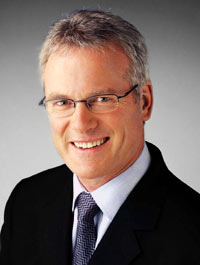
Steve Maharey (2008)

Steven „Steve“ Maharey, CNZM (* 3. Februar 1953 in Palmerston North) ist ein neuseeländischer Soziologe und Politiker der New Zealand Labour Party, der von 1990 bis 2008 Mitglied des Repräsentantenhauses sowie mehrmals Minister war. Nach seinem Ausscheiden aus der Politik war er von 2008 bis 2016 Vizekanzler der Massey University, zwischen 2018 und 2023 Vorstandsvorsitzender von Pharmac sowie ferner von 2021 bis 2023 Vorstandsvorsitzender der Accident Compensation Corporation (ACC).

## Leben
Steven „Steve“ Maharey, Sohn von William und Irene Maharey, besuchte von 1966 bis 1969 die Freyberg High School und absolvierte daraufhin zunächst ein grundständiges Studium, welches er mit einem Bachelor of Arts (B.A.) beendete. Ein 1972 begonnenes postgraduales Studium der Soziologie an der Massey University schloss er 1976 mit einem Master of Arts (M.A. Sociology) ab. Er war als Dozent für Betriebswirtschaftslehre und Soziologie an der Massey University tätig und befasste dabei insbesondere mit den Themen Medien- und Kulturwissenschaften sowie Sozialer Wandel. Sein politisches Engagement für die New Zealand Labour Party begann er als Vorsitzender des Labour-Wahlkreiskomitees von „Palmerston North“ und war zudem Mitglied des Politikrates der Labour Party. Er war eine Amtszeit lang von 1986 bis 1989 Mitglied des Stadtrates von Palmerston North.
Maharey wurde am 27. Oktober 1990 als Nachfolger seines Parteifreundes Trevor de Cleene für die Labour Party erstmals Mitglied des Repräsentantenhauses und vertrat in diesem bis zum 3. Oktober 2008 den Wahlkreis „Palmerston North“, der daraufhin von seinem Parteifreund Iain Lees-Galloway übernommen wurde. Während seiner Parlamentszugehörigkeit gehörte er verschiedenen Ausschüssen als Mitglied an und war zunächst zwischen 1990 und 1993 Sprecher der Labour-Fraktion für Rundfunk und Kommunikation sowie zeitgleich stellvertretender Sprecher für Bildung sowie für Beschäftigung. Nachdem er von 1994 bis 1996 Sprecher seiner Fraktion für Arbeitsbeziehungen war, fungierte er zwischen 1996 und 1999 als Sprecher für Soziales und Beschäftigung sowie zugleich als stellvertretender Sprecher für Bildung für den Bereich Hochschulbildung.

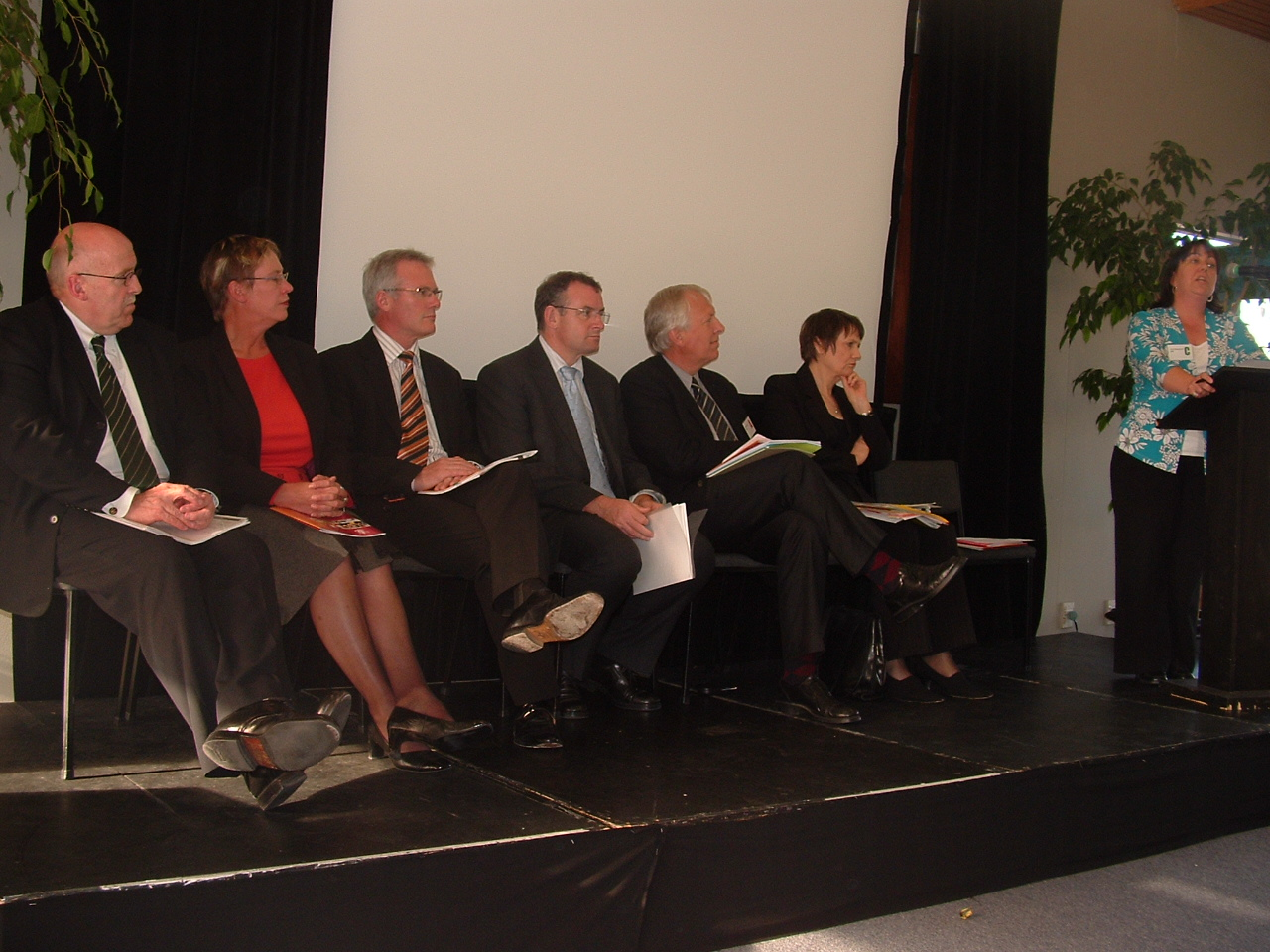
Maharey (3.v.l.) und andere Kabinettsmitglieder bei einer Podiumsdiskussion (2006).

Nach dem Wahlsieg der Labour Party wurde Steve Maharey am 10. Dezember 1999 in das Kabinett Clark I (10. Dezember 1999 bis 15. August 2002) berufen und fungierte bis zum 15. August 2002 als Minister für soziale Dienste und Beschäftigung, als zuständiger Minister für den Gemeinwesen- und Freiwilligensektor sowie als Beigeordneter Minister für Hochschulbildung im Bildungsministerium. Zudem war er zwischen dem 23. Februar und dem 27. März 2001 als kommissarische Rundfunkminister in Vertretung von Marian Hobbs.
Im Kabinett Clark II (15. August 2002 bis 19. Oktober 2005) war er vom 15. August 2002 bis zum 19. Mai 2003 zum einen weiterhin Ministerin für Soziales und Beschäftigung sowie bis zum 21. Dezember 2004 auch noch Beigeordneter Minister für Hochschulbildung im Bildungsministerium. Er fungierte zudem zwischen dem 15. August 2002 und 21. Dezember 2004 als zuständiger Ministerin für Kommission für Hochschulbildung sowie vom 15. Oktober 2002 bis zum 19. Oktober 2005 als Minister für Rundfunk. Daneben war er vom 3. Februar bis zum 19. Mai 2003 zunächst kommissarischer Minister und im Anschluss zwischen dem 19. Mai 2003 und dem 19. Oktober 2005 Minister für Wohnungsbau sowie vom 19. Mai 2003 bis zum 19. Oktober 2005 des Weiteren Minister für soziale Entwicklung und Beschäftigung. Darüber hinaus wurde er am 21. Dezember 2004 noch Jugendminister, Minister für Forschung, Wissenschaft und Technologie sowie Minister für die Crown Research Institutes und behielt diese Ämt bis zum 19. Oktober 2005. Während dieser Zeit fungierte er außerdem von zwischen 2002 und 2005 als Vorsitzende der Kabinettskommission für soziale Gerechtigkeit und als Mitglied des Kabinettsausschusses für Bildung und Gesundheit.

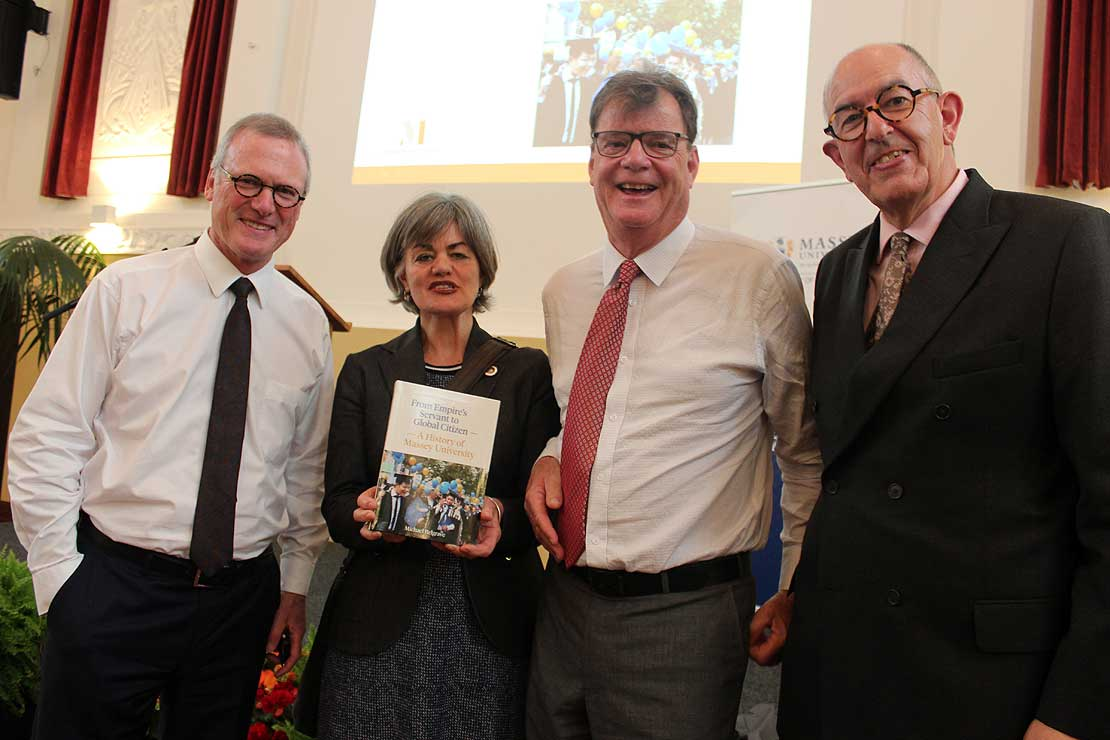
Maharey (links) bei einer Buchvorstellung an der Massey University (2016).

Im darauf folgenden Kabinett Clark III (19. Oktober 2005 bis 19. November 2008) fungierte Steve Maharey vom 19. Oktober 2005 bis zum 31. Oktober 2007 weiterhin als Minister für Rundfunk, Minister für Forschung, Wissenschaft und Technologie sowie Minister für die Crown Research Institutes. Darüber hinaus war er zwischen dem 19. Oktober 2005 und dem 31. Dezember 2007 Bildungsminister und zugleich vom 19. Oktober 2005 bis zum 31. Oktober 2007 zuständiger Minister für die Bildungsrevision. Zum Ende seiner Parlamentsmitgliedschaft gehörte er zwischen dem 7. November 2007 und dem 3. Oktober 2008 den Ausschüssen für Primärproduktion sowie für Sozialdienste als Mitglied an.
Nach seinem Ausscheiden aus dem Repräsentantenhaus war Maharey von 2008 bis 2016 Vizekanzler der Massey University. Im Rahmen der New Years Honours wurde er zum 1. Januar 2009 für seine Verdienste zum Companion des New Zealand Order of Merit (CNZM) ernannt. Nachdem er von 2016 bis 2018 als Kommentator und Berater tätig gewesen war, wurde er 2018 Vorstandsvorsitzender von Pharmac, ein 1993 gegründetes Staatsunternehmen, das im Namen von Te Whatu Ora – Health New Zealand entscheidet, welche Medikamente und pharmazeutischen Produkte für die Verwendung in der Gemeinde und in öffentlichen Krankenhäusern subventioniert werden, und hatte diese Funktion bis 2023 inne. Zugleich fungierte er ferner von 2021 bis 2023 Vorstandsvorsitzender der Accident Compensation Corporation (ACC), eine 1974 gegründete staatliche Versicherungsgesellschaft, die finanzielle Entschädigung und Unterstützung für alle Bürger und vorübergehende Besucher des Landes bietet, die Personenschäden erlitten haben. 2022 wurde ihm von der Massey University die Ehrendoktorwürde der Literatur verliehen.

## Hintergrundliteratur
- Peter Franks, Jim McAloon: Labour: The New Zealand Labour Party 1916–2016,  Victoria University Press, Wellington 2016, ISBN 978-1-77656-074-5